# Холт, Ричард
Ричард Холт, также Рик Холт — американо-канадский учёный в области информатики. Окончил Корнеллский университет, там же в 1971 году защитил диссертацию по теме «Взаимная блокировка в компьютерных системах», ставшей одной из первых знаковых фундаментальных работ по теме взаимной блокировки процессов. Известен своими научными работами по операционным системам, языкам программирования, аналитике, архитектуре и инженерии программного обеспечения, соавторством в написании компиляторов и вводом для этого новых техник компиляции. В 1982 году вместе со своим аспирантом Джеймсом Корди создал язык «Тьюринг» на основе Паскаля и Евклида, получивший широкое признание в Канаде как язык для обучения студентов программированию. Всего он разработал четыре операционных системы (SUE, Tunis, Secure Tunis, HECTOR) и пять языков программирования (SP/k, Concurrent Euclid, Turing, TuringPlus, OOT). Также в отличие от чисто академических коллег Холт плотно сотрудничал с индустрией, работая с такими компаниями, как IBM, Sun Microsystems, Nortel Networks, CA Technologies, а также управляя своей собственной фирмой «Holt Software Associates».
Ричард Холт входил в список самых плодовитых учёных по версии DBLP как соавтор 138 индексированных статей. Флагманская конференция по направлению выработке репозиториев, MSR, также была основана в 2004 году с его непосредственным участием. Большая часть бывших аспирантов Холта занимали или занимают руководящие посты и известны в научном сообществе.
Скончался Ричард Холт 12 апреля 2019 года. В 2020 году конференция по выработке репозиториев объявила о премии имени Рика Холта, выдаваемой за молодым учёным, успевшим внести заметный вклад в исследования в этой области; первая премия была вручена Эмаду Шихабу.